# Episodi di Furore (prima stagione)
La prima stagione della serie televisiva Furore, denominata Furore - Il vento della speranza, è stata trasmessa su Canale 5 dal 14 maggio al 18 giugno 2014.
| nº | Titolo           | Prima TV       |
| -- | ---------------- | -------------- |
| 1  | Primo episodio   | 14 maggio 2014 |
| 2  | Secondo episodio | 21 maggio 2014 |
| 3  | Terzo episodio   | 28 maggio 2014 |
| 4  | Quarto episodio  | 5 giugno 2014  |
| 5  | Quinto episodio  | 11 giugno 2014 |
| 6  | Sesto episodio   | 18 giugno 2014 |

## Primo episodio

### Trama
Dopo la morte del fratello Daniele, malato di cuore, Vito Licata porta il fratello Saro, la sorellina Rosa e la madre Crocifissa a Lido Ligure, dove lavora lo zio Mario Patanè, fratello della madre. Durante il viaggio in treno Vito conosce Orchidea, una prostituta che lavora sui treni, e passa tutta la notte con lei. Arrivata, la famiglia viene portata in una stretta zona della città detta "Budello", dove vivono altri meridionali emigrati al Nord, che vengono trattati male dagli abitanti del posto. Trovano un appartamento vicino alla famiglia Fiore, emigrata al nord da Napoli. Sofia Fiore è sposata con Rino Schivo, che fornisce lavoro alle persone del Budello, e ha due sorelle, Giuseppina e Marisella, che si innamorano rispettivamente di Saro e Vito Licata. Schivo ha una figlia, Gisella, che odia la matrigna. I fratelli Vito e Saro trovano lavoro in uno dei cantieri di Schivo dove lo zio è capo cantiere. Il cugino di Vito, Pietro, è promesso sposo ad una bella ragazza, che Vito scopre essere proprio Orchidea, che in realtà si chiama Concetta ed è la maestra di scuola del paese. Concetta è segretamente l'amante di Schivo. Un operaio rimane coinvolto in un incidente sul lavoro e la sorella, Irma Voglino, lo convince a denunciare il suo capo, Schivo. Mario Patanè lo viene a sapere e avverte Schivo, che gli ordina di minacciarlo con una pistola per fargli ritirare la denuncia. Mentre stanno lottando parte un colpo e l'operaio muore. Patanè scappa spaventato e comunica a Schivo che ha intenzione di denunciare l'accaduto, ma viene colpito e ucciso dallo stesso Schivo. L’uomo ordina a Concetta di far sparire il corpo, ma la donna nasconde l'arma che ha ucciso Patanè, così da incriminarlo.
- Ascolti: telespettatori  4 704 000 – share 17,38%[1]

## Secondo episodio

### Trama
Non vedendo tornare il padre a casa, Pietro va a sporgere denuncia al commissario Parodi. Rino e Concetta ne avevano nascosto il cadavere in campagna, nel tentativo di far passare la morte per un incidente d'auto, ma il commissario ha dei sospetti che vengono confermati dall'autopsia che dichiara che la causa della morte è stata un colpo alla testa. Luciana, moglie del sindaco Belgrano, tenta di accusare Concetta di aver picchiato la figlia Antonella, ma arrivati a scuola la figlia rivela la verità e, una volta a casa, le due hanno una lite. Saro incontra Irma al cimitero durante i funerali dello zio Mario e i due cominciano a fare amicizia. Viene celebrato il matrimonio di Concetta e Pietro, durante il quale Sofia si accorge che è Concetta l'amante del marito. Lo capisce dagli ingenti regali che Schivo fa alla coppia e dalla collana che Concetta porta al collo. Per vendicarsi fa l'amore con Vito e Marisella li vede. È anche il compleanno di Gisella e la ragazza esce con il fidanzato Federico Belgrano con l'auto appena regalatagli dal padre. Per strada incontrano Rosa in bicicletta e iniziano a spaventarla finché non la investono. Spaventati, scappano in macchina e Rosa viene soccorsa da una coppia che si trovava nei paraggi. In ospedale i medici dicono a Crocifissa e ai due fratelli, Vito e Saro, che solo un miracolo può salvarla. Concetta e Pietro vanno in luna di miele.
- Ascolti: telespettatori  4 726 000 – share 18,22%[3]

## Terzo episodio

### Trama
Rosa si è svegliata, ma è diventata cieca a seguito di un trauma cranico e la famiglia non può permettersi l'operazione. Saro va da Irma e mentre stanno parlando improvvisamente la bacia; la donna gli fa credere di avere un altro, ma in realtà ha una malattia terminale al cuore. Pietro, in luna di miele, scopre che la moglie non è vergine e va su tutte le furie; poco dopo Concetta chiama Rino che va da lei. Schivo chiama Pietro per chiarire le cose e il marito si rende conto che la consorte ha avuto una relazione con lui. Sofia, frugando tra le carte di Rino, scopre che Concetta ha un figlio dal marito. Luciana si presenta ad una riunione dell’associazione delle Donne di Carità e propone di devolvere il ricavato del ballo di beneficenza alla piccola Rosa Licata, in modo che possa sottoporsi all’operazione. Anche Schivo si propone di aiutare Rosa Licata, a patto che Vito convinca gli operai a tornare a lavorare, dopo che Saro li aveva convinti a scioperare per far valere i loro diritti. Sofia va da Vito e gli confessa di aver scoperto tutto su suo marito e Concetta e gli chiede aiuto per trovare il bambino per incastrare suo marito, ma lui rifiuta. Saro, dopo essersi ubriacato, va da Irma e gli confessa di essersi innamorato di lei. Concetta va a trovare Rosa in ospedale e lì incontra Vito. Gisella e Federico scoprono dei piani di Luciana e di Schivo di aiutare Rosa Licata. Vanno in ospedale a trovare Rosa, lì Gisella si finge una giornalista e si fa raccontare quello la piccola ricorda della notte dell’incidente; Rosa ha visto in faccia la donna che l’ha investita. Concetta nel cuore della notte chiama Vito e passa la notte con lui.
- Ascolti: telespettatori  4 686 000 – share 17,69%[4]

## Quarto episodio

### Trama
Federico chiama Gisella per farla ragionare, ma mentre sono al telefono lei non si accorge che il registratore di Sofia è acceso. Concetta chiede aiuto a Vito per potersene andare da Lido Ligure; gli confessa che il suo vero nome è Chiara Maglio e di avere un figlio, ma che non è di Schivo, ma frutto di violenze subite dallo zio che la prese in custodia dopo la morte dei genitori. Stanca di vivere insieme a quel mostro, lo uccise con un colpo di fucile e scappò via con il bambino, che lasciò in un orfanotrofio con l’intenzione di riprenderlo una volta che si fosse sistemata. Cominciò a lavorare sui treni come prostituta prendendo il nome di Orchidea e in uno di questi treni conosce Schivo, che le promette una nuova vita, ma adesso le nasconde i documenti del bambino. Vito promette di aiutarla e i due si baciano. Sofia scopre dalla registrazione che dietro l'incidente di Rosa Licata c'è Gisella e vuole usarla per ricattare il marito e far avere la casa nuova a sua madre e alle sue sorelle. Saro vuole diventare poliziotto e inizia a studiare per l'esame. Federico fa le valigie e parte per la Svizzera, mentre Gisella va al commissariato con l’intenzione di autodenunciarsi, ma il commissario Parodi avverte Schivo che la riporta a casa. Gisella va in ritiro spirituale, ma prima giura al padre che se dopo l’operazione Rosa non tornerà a vedere, andrà a costituirsi alla polizia. Vito viene convocato da Schivo a casa sua; deve convincere il barelliere Vittorio a non testimoniare a favore di Irma Voglino, in merito all’incidente del fratello. Vito tenta di rubare i documenti di Concetta a Schivo, ma viene sorpreso da Sofia che gli intima di andarsene. Il giorno del processo Vittorio, il barelliere, ritira la sua versione dei fatti e così Irma perde il processo. La donna però non si dà per vinta, sa per certa che dietro l’omicidio del fratello c’è Schivo e mostra a Saro lo scacciapensieri che trovò accanto al corpo del fratello, oggetto, che apparteneva al suo assassino.
- Ascolti: telespettatori  4 850 000 – share 18,98%[5]

## Quinto episodio

### Trama
Le sorelle di Sofia, Marisella e Giuseppina, non sono contente di lasciare la loro casa al Budello e vogliono escogitare qualcosa per impedire il trasferimento. Saro, in attesa degli esami per entrare in polizia, si fa assumere come garzone nel bar del "Baffone". Saro mette in guardia Irma sul fatto che la polizia non sta indagando sulla morte del fratello e le consiglia di rivolgersi al sindaco Belgrano. I due si baciano e passano la notte insieme. Schivo viene a sapere dal commissario Parodi che stanno riprendendo le indagini e va su tutte le furie. Fidanzati, poliziotto e compaesano di Saro, viene scoperto a sfogliare il fascicolo su Rinaldo Voglino e viene trasferito in Sardegna dal commissario Parodi. Luciana va a trovare il figlio in Svizzera e gli chiede di trovare un bravo fabbro che realizzi una chiave che Luciana ha ricalcato dalla borsa di Concetta. Schivo capisce che Sofia ha nascosto la registrazione a casa della madre e cerca di arrivarci tramite Marisella e Giuseppina. Durante la notte due poliziotti vengono a prendere Irma e la portano in commissariato. Luciana ruba il ricavato del ballo di beneficenza, ma Francesca ed Edvige se ne accorgono e allertano la polizia. Vito riesce ad entrare in casa del commendatore e a recuperare i documenti di Concetta e del suo bambino. Luciana si intrufola in casa di Concetta grazie alla copia della chiave, per incastrarla sulla scomparsa del ricavato del ballo, ma viene vista dalla vicina, che avvisa la polizia, che entra in casa e trova i soldi. Concetta nota i poliziotti fuori da casa sua e corre a prendere il figlio dall'orfanotrofio. Intanto dal carcere di Savona, Irma scopre di essere stata denunciata per corruzione di minore da due delle donne dell'associazione Dame di Carità per via della sua relazione con Saro Licata. Il suo avvocato le consiglia di dichiararsi pentita, ma la donna rifiuta e ha un grave malore. Schivo scopre che i documenti di Concetta e il bambino sono spariti dalla sua scrivania; insospettito, va da Pietro e grazie a lui scopre della relazione tra Concetta e Vito. 
- Ascolti: telespettatori  4 429 000 – share 19,77%[6]

## Sesto episodio

### Trama
Arriva il giorno della partenza di Rosa per Torino, per sottoporsi all'operazione che potrebbe restituirle la vista. Vito sta aspettando Concetta, ma al suo posto si presenta Schivo e Vito capisce che Concetta se ne è andata. Luciana viene arrestata grazie alla testimonianza della vicina di casa di Concetta. Irma è ricoverata in ospedale in gravi condizioni e come ultimo desiderio chiede di poter vedere Saro per potergli dire che lo ama. Nel frattempo Gisella torna a casa. Giuseppina riesce a dare a Saro il messaggio della suora, ma quando arriva in ospedale è troppo tardi; Irma è già morta. L'operazione di Rosa non va a buon fine, la bambina non ha riacquistato la vista. Schivo chiama Marisella; gli chiede di consegnargli il nastro che Sofia ha nascosto a casa della madre con la confessione di Gisella, in cambio lui ritarderà il trasferimento alla casa nuova. È il giorno delle elezioni; su Lido Ligure sta per abbattersi un uragano, soprannominato Furore, mentre il Budello si prepara a riaccogliere a casa la piccola Rosa Licata. Schivo mente alla figlia Gisella sull'esito dell'operazione di Rosa e lei decide che prenderà i voti per diventare una suora, ma grazie a Federico scopre che il padre le ha mentito. Vito riceve il pacco di Concetta con all'interno la pistola di Schivo che uccise Rinaldo Voglino e la verità su quello che è successo allo zio. Saro va dal commissario Parodi dopo aver capito che lo scacciapensieri, rinvenuto accanto al corpo di Rinaldo Voglino, apparteneva a suo zio e chiede che vengano riaperte le indagini. Il commissario chiama Schivo che gli intima di risolvere la faccenda. Il commissario, allora, spara a Saro inscenando una sparatoria. Il ragazzo riesce a salvarsi saltando dalla finestra e viene portato via dall’ambulanza. Filomena avverte Sofia della scomparsa della videocassetta e Giuseppina confessa che è stata Marisella a prenderla, su ordine di Schivo. Gisella va in commissariato per autodenunciarsi, ma capisce che lì non é un posto sicuro e decide di confessare l’accaduto in diretta radio. La ragazza racconta cosa è successo quella notte e fa anche il nome di Federico suggerendogli di costituirsi. Il ragazzo fa le valigie e scappa, ma a causa dell’uragano viene investito da un camion e muore. Sofia raggiunge Schivo al cantiere in tempo per fermarlo dall’approfittarsi di sua sorella Marisella. I due iniziano a litigare e Schivo dice a Sofia che d’ora in avanti dovrà comportarsi bene e che vuole Marisella come sua amante, ora che Concetta se ne è andata. Sofia accecata dalla rabbia afferra un bastone ed inizia a colpire Rino. In quel momento arriva il commissario Parodi che sta per sparare a Sofia, ma viene fermato e ucciso da Vito. Vito mette in mano a Sofia la pistola dello stesso Schivo e la donna gli spara, uccidendolo.
Sofia è in commissariato a deporre la sua testimonianza; lei e Vito hanno fatto in modo che sembrasse che Parodi e Schivo si fossero uccisi a vicenda per una questione di soldi, inoltre l’arma che ha ucciso Parodi è la stessa che uccise Rinaldo Voglino, fratello di Irma. Ora a capo del cantiere c’è Sofia insieme al suo socio Vito, Gisella le ha lasciato carta bianca per quanto riguarda gli affari di famiglia.  Saro sta bene e piano piano sta riprendendo a camminare dopo la caduta. La serie finisce con l’abbraccio dei fratelli Licata, ora che anche i lavoratori meridionali hanno la cassa mutua, come volevano lui e Irma.
- Ascolti: telespettatori  4 029 000 – share 14,82%[2]